# فرانتس هالدر
فرانتس هالدر (به آلمانی: Franz Halder) (۳۰ ژوئن ۱۸۸۴–۲ آوریل ۱۹۷۲) نظامی بلندپایه آلمانی در دوره رایش سوم بود که از ۱ سپتامبر سال ۱۹۳۸ تا ۲۴ سپتامبر سال ۱۹۴۲ ریاست ستاد فرماندهی عالی نیروی زمینی آلمان را بر عهده داشت.

## سال‌های اولیه و جنگ جهانی اول
فرانتس هالدر سال ۱۸۸۴ در وورتسبورگ متولد شد. سال ۱۹۰۲ در هنگ ۳ توپخانه صحرایی به نیروی زمینی امپراتوری آلمان پیوست. سال بعد به هنگ ۳ توپخانه منتقل شد. پیش از آغاز جنگ جهانی اول دوره آموزشی دانشکده جنگ در مونشن را طی کرد. بیشتر طول جنگ را در ستاد کل گذراند.

## رایشسور
هالدر سال ۱۹۳۱ سرهنگ و سال ۱۹۳۴ سرتیپ شد.

## ورماخت
هالدر سال ۱۹۳۵ به عنوان فرمانده لشکر هفتم پیاده‌نظام منصوب گشت. یک سال بعد هنگام ریاست ستاد رزمایش نیروی زمینی، به درجه سرلشکر ترفیع گرفت. ماه نوامبر همان سال به ستاد کل بازگشت و سال بعد رئیس بخش عملیات‌های آن شد. هالدر روز ۱ سپتامبر سال ۱۹۳۸ به عنوان رئیس ستاد کل نیروی زمینی آلمان برگزیده شد.
ترفیع درجات:
- ۹ مارس ۱۹۰۴: ستوان دوم
- ۷ مارس ۱۹۱۲: ستوان یکم
- ۹ اوت ۱۹۱۵: سروان
- پاییز ۱۹۲۴: سرگرد
- ۱ فوریه ۱۹۲۹: سرهنگ دوم
- ۱ دسامبر ۱۹۳۱: سرهنگ
- ۱ اکتبر ۱۹۳۴: سرتیپ
- ۱ اوت ۱۹۳۶: سرلشکر
- ۱ فوریه ۱۹۳۸: سپهبد (ژنرال توپخانه)
- ۱۹ ژوئیه ۱۹۴۰: ارتشبد

## پس از جنگ

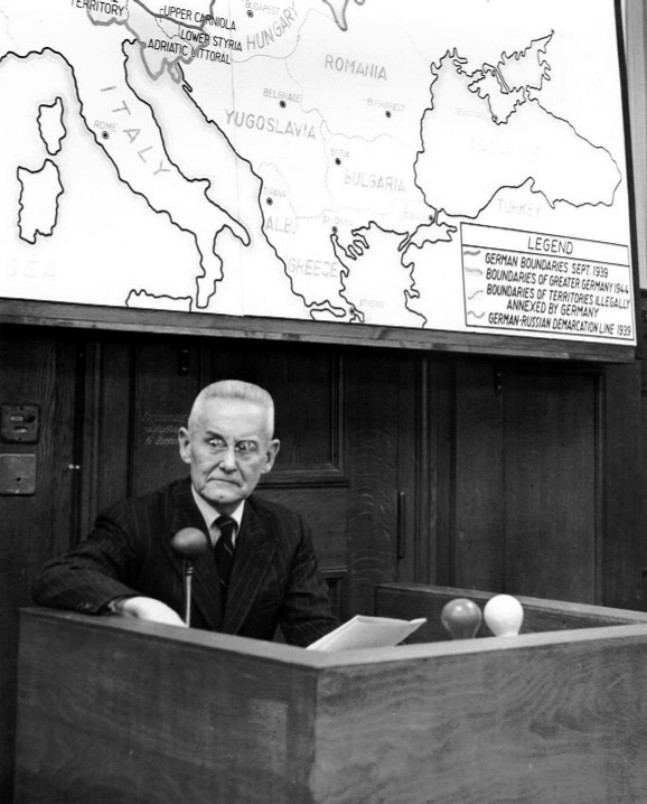
فرانتس هالدر به عنوان شاهد دادستانی در دادگاه نورنبرگ علیه ستاد کل ارتش (OKW)

با پایان جنگ به اسارت نیروهای آمریکایی درآمد. بین ماه‌های اکتبر سال ۱۹۴۵ و ژانویه سال ۱۹۴۶ به منظور بازجویی به بریتانیایی‌ها سپرده شد. ماه اوت سال ۱۹۴۶ به عنوان شاهد در دادگاه نورنبرگ حاضر گشت. سپس به عنوان یکی از افسران بلندپایه آلمانی جهت ارائه تجربیات جنگی خود به اشتاینلاگر در هسه فرستاده شد. روز ۲۰ ژانویه سال ۱۹۴۷ رسماً دوره اسارتش به پایان رسید. با این حال که در دادگاه نورنبرگ تبرئه شده بود، در جریان فرایند نازی‌زدایی، دادگاهی آلمانی در مونشن به اتهام «یاری‌رسانی و همراهی با رژیم نازی در جنگ‌افروزی» ماه اکتبر سال ۱۹۴۸ شروع به محاکمه او کرد. در این دادگاه هر گونه آگاهی از اعمال اس‌اس در پشت خطوط مقدم را انکار و خود را خارج از دایره تصمیم‌گیری در رژیم معرفی نمود. وکیل او ارتباطش با جنبش مقاومت و دستگیر شدنش را گواه این مسئله دانست. دادگاه در نهایت او را بی‌گناه تشخیص داده و آزاد کرد. به هر صورت دادستان خواهان بررسی مجدد این حکم در دادگاه تجدیدنظر در وزارت دادگستری بایرن شد. در این حین دادستان به یادداشت‌های جنگی او دسترسی پیدا کرد که نشان‌گر «صدور فرمان‌های مجرمانه» از سوی او بود. با دخالت آمریکایی‌ها تلاش دادگاه تجدیدنظر برای برگزاری جلسه شنود در ماه‌های آینده به جایی نرسید. او که در حال همکاری با آمریکایی‌ها بود، تحت حفاظت آن‌ها قرار داشت و هیچگاه برای دومین محاکمه به مونشن نرفت. دولت بایرن به‌ناچار از پیگیری دست کشید و حکم اولیه را ماه سپتامبر سال ۱۹۵۰ احیا ساخت. سال ۱۹۵۴ جهت ادامه کار با آمریکایی‌ها به کارلسروهه منتقل گشت و تا سال ۱۹۶۱ به فعالیت پرداخت.
او یکی از دلایل این همکاری را «ادامه جنگ با بلشویسم» عنوان می‌داشت. اواخر سال ۱۹۵۵ با دعوت به ایالات متحده سفری به این کشور داشت و از نیویورک و چند شهر دیگر بازدید نمود. در جریان این سفر یک سخرانی برای گروهی از افسران بلند پایه ایراد کرد. اواخر دوره همکاری به شدت مورد تقدیر آمریکایی‌ها قرار گرفت و پس از اتمام آن نشان "شایستگی خدمت مدنی"، عالی‌ترین نشان قابل دریافت توسط خارجی‌ها از طرف جان اف. کندی به او اعطا گردید تا تنها ژنرال آلمانی نام بگیرد که از هر دوی آدولف هیتلر و یک رئیس‌جمهور ایالات متحده نشان دریافت کرده است.